# Toxicodendron
Toxicodendron (latinsko ime roda znači “otrovno drvo”), biljna rod iz porodice rujevki čijih 28 vrsta raste po gotovo cijeloj Sjevernoj Americi na jug do Perua i Bolivije, te u Aziji od Sahalina do tropske Azije, i na zapad do Pakistana.
Najpoznatije vrste su otrovni bršljan i dvije vrste grmova poznate u Americi kao zapadni ili “pacifički otrovni hrast” (T. diversilobum) i “atlantski otrovni hrast” (T. pubescens) koji uzrokuju dermatitis.

## Vrste
1. Toxicodendron acuminatum (DC.) C.Y.Wu & T.L.Ming
2. Toxicodendron bimannii Barbhuiya
3. Toxicodendron borneense (Stapf) Gillis
4. Toxicodendron calcicola C.Y.Wu
5. Toxicodendron delavayi (Franch.) F.A.Barkley
6. Toxicodendron diversilobum (Torr. & A.Gray) Greene
7. Toxicodendron fulvum (Craib) C.Y.Wu & T.L.Ming
8. Toxicodendron grandiflorum C.Y.Wu & T.L.Ming
9. Toxicodendron griffithii (Hook.f.) Kuntze
10. Toxicodendron hirtellum C.Y.Wu
11. Toxicodendron hookeri (K.C.Sahni & Bahadur) C.Y.Wu & T.L.Ming
12. Toxicodendron khasianum (Hook.f.) Kuntze
13. Toxicodendron nodosum (Blume) Kuntze
14. Toxicodendron oligophyllum S.L.Tang, Liang Ma & S.P.Chen
15. Toxicodendron orientale Greene
16. Toxicodendron pubescens Mill.
17. Toxicodendron quinquefoliolatum Q.H.Chen
18. Toxicodendron radicans (L.) Kuntze
19. Toxicodendron rhetsoides (Craib) Tardieu
20. Toxicodendron rostratum T.L.Ming & Z.F.Chen
21. Toxicodendron rydbergii (Small ex Rydb.) Greene
22. Toxicodendron striatum (Ruiz & Pav.) Kuntze
23. Toxicodendron succedaneum (L.) Kuntze
24. Toxicodendron sylvestre (Siebold & Zucc.) Kuntze
25. Toxicodendron trichocarpum (Miq.) Kuntze
26. Toxicodendron vernicifluum (Stokes) F.A.Barkley
27. Toxicodendron vernix (L.) Kuntze
28. Toxicodendron wallichii (Hook.f.) Kuntze
29. Toxicodendron yunnanense C.Y.Wu
30. Toxicodendron ×lobadioides Greene